# Foreyia
Foreyia é um gênero extinto de celacanto que viveu durante o período Triássico Médio no que hoje é o Cantão dos Grisões, na Suíça. O gênero contém uma única espécie: F. maxkuhni.

## Classificação

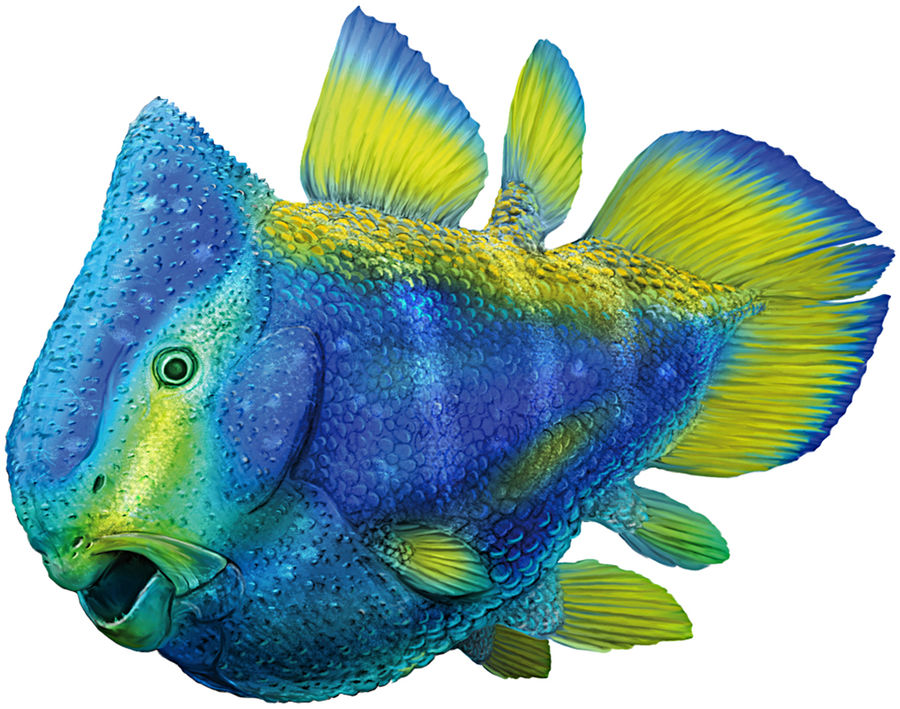
Restauração do celacanto Foreyia maxkuhni. Obra de Alain Bénéteau.

Análises filogenéticas colocam diretamente F. maxkuhni como táxon irmão de Ticinepomis, outro latimerídeo também encontrado nos mesmos estratos. Ambos compartilham numerosos traços anatômicos entre si, sugerindo fortemente uma relação próxima.